# Lista siturilor arheologice din județul Suceava - P
Lista siturilor arheologice din județul Suceava - P conține toate siturile arheologice din județul Suceava înscrise în Repertoriul Arheologic Național (RAN) și aflate în localități al căror nume începe cu litera P. RAN este administrat de Ministerul Culturii și Patrimoniului Național și cuprinde date științifice, cartografice, topografice, imagini și planuri, precum și orice alte informații privitoare la zonele cu potențial arheologic, studiate sau nu, încă existente sau dispărute.
Puteți căuta un sit din localitățile care încep cu litera P folosind formularul de mai jos sau puteți naviga prin toate siturile din județ la Lista siturilor arheologice din județul Suceava.
| Cod RAN                                    | Denumire | Localitate                      | Adresă                             | Datare               | Descoperit | Coordonate                                      | Imagine           | Erori            |
| ------------------------------------------ | --- | ------------------------------- | ---------------------------------- | -------------------- | ---------- | ----------------------------------------------- | ----------------- | ---------------- |
| 150551.01.01 (Cod LMI: SV-I-s-A-05427)     | Curtea logofătului Gavril Trotușan de la Părhăuți - "Pe beci" / ansamblu curtea logofătului Gavril Trotușan (Categorie: locuire civilă) (Tip: Curte boierească)             | sat Părhăuți, comuna Todirești  | Pe beci                            | 1522                 |            |                                                 | Încărcați imagine | Raportați eroare |
| 147492.01.01 (Cod LMI: SV-I-s-B-05429)     | Necropola Latene de la Podeni / ansamblu anonim (Categorie: descoperire funerară) (Tip: Necropolă de incinerație)                                                           | sat Podeni, comuna Bunești      |                                    | sec. III             |            |                                                 | Încărcați imagine | Raportați eroare |
| 149977.01.01 (Cod LMI: SV-I-m-B-05430.02)  | Situl arheologic de la Preutești - "Cetățuia" / ansamblu anonim (Categorie: locuire) (Tip: Așezare)                                                                         | sat Preutești, comuna Preutești | Cetățuia                           | Cucuteni - AB        |            |                                                 | Încărcați imagine | Raportați eroare |
| 149977.01.02 (Cod LMI: SV-I-m-B-05430.01)  | Situl arheologic de la Preutești - "Cetățuia" / ansamblu anonim (Categorie: locuire) (Tip: Fortificație)                                                                    | sat Preutești, comuna Preutești | Cetățuia                           | sec. XII - X a. Chr. |            |                                                 | Încărcați imagine | Raportați eroare |
| 149977.02.01 (Cod LMI: SV-I-s-B-05431)     | Așezarea Cucuteni de la Preutești - "La Haltă" / ansamblu anonim (Categorie: locuire civilă) (Tip: Așezare)                                                                 | sat Preutești, comuna Preutești | La Haltă                           | Cucuteni - AB        |            |                                                 | Încărcați imagine | Raportați eroare |
| 151380.01.01                               | Așezarea medievală de la Poiana - "În Huci la Fedcu" / ansamblu anonim (Categorie: locuire civilă) (Tip: Așezare)                                                           | sat Poiana, comuna Zvoriștea    | În Huci la Fedcu                   | sec.VII-IX           |            |                                                 | Încărcați imagine | Raportați eroare |
| 149842.01.01 (Cod LMI: SV-II-a-A-05581)    | Situl arheologic biserica "Înălțarea Sfintei Cruci" din Pătrăuți / ansamblu Biserica " Sfânta Cruce" din Pătrăuți (Categorie: structură de cult/religioasă) (Tip: Biserică) | sat Pătrăuți, comuna Pătrăuți   | Biserica "Înălțarea Sfintei Cruci" | 1487                 |            |                                                 | Încărcați imagine | Raportați eroare |
| 149842.01.02 (Cod LMI: SV-II-a-A-05581)    | Situl arheologic biserica "Înălțarea Sfintei Cruci" din Pătrăuți / ansamblu anonim (Categorie: structură de cult/religioasă) (Tip: Clopotniță de lemn)                      | sat Pătrăuți, comuna Pătrăuți   | Biserica "Înălțarea Sfintei Cruci" | 1725                 |            |                                                 | Încărcați imagine | Raportați eroare |
| 149842.01.03 (Cod LMI: SV-II-a-A-05581)    | Situl arheologic biserica "Înălțarea Sfintei Cruci" din Pătrăuți / ansamblu anonim (Categorie: structură de cult/religioasă) (Tip: necropola)                               | sat Pătrăuți, comuna Pătrăuți   | Biserica "Înălțarea Sfintei Cruci" | 1487-sf. sec. XIX    |            |                                                 | Încărcați imagine | Raportați eroare |
| 148060.01.01 (Cod LMI: SV-II-m-A-05592.03) | Ansamblul mănăstirii Probota / ansamblu Casele domnești (Categorie: construcție de cult) (Tip: Casă domnească)                                                              | sat Probota, oraș Dolhasca      |                                    | 1530                 |            |                                                 | Încărcați imagine | Raportați eroare |
| 148060.01.02 (Cod LMI: SV-II-m-A-05592.06) | Ansamblul mănăstirii Probota / ansamblu anonim (Categorie: construcție de cult) (Tip: Zid de incintă)                                                                       | sat Probota, oraș Dolhasca      |                                    | 1550                 |            |                                                 | Încărcați imagine | Raportați eroare |
| 148060.01.03 (Cod LMI: SV-II-m-A-05592.05) | Ansamblul mănăstirii Probota / ansamblu anonim (Categorie: construcție de cult) (Tip: Turnuri de colț)                                                                      | sat Probota, oraș Dolhasca      |                                    | 1550, ref. 1645      |            |                                                 | Încărcați imagine | Raportați eroare |
| 148060.01.04 (Cod LMI: SV-II-m-A-05592.02) | Ansamblul mănăstirii Probota / ansamblu anonim (Categorie: construcție de cult) (Tip: Clisiarniță)                                                                          | sat Probota, oraș Dolhasca      |                                    | 1530                 |            |                                                 | Încărcați imagine | Raportați eroare |
| 148060.01.05 (Cod LMI: SV-II-m-A-05592.04) | Ansamblul mănăstirii Probota / ansamblu anonim (Categorie: construcție de cult) (Tip: Clădiri)                                                                              | sat Probota, oraș Dolhasca      |                                    | 1530                 |            |                                                 | Încărcați imagine | Raportați eroare |
| 148060.01.06 (Cod LMI: SV-II-m-A-05592.01) | Ansamblul mănăstirii Probota / ansamblu Biserica "Sf. Nicolae" (Categorie: construcție de cult) (Tip: Biserică)                                                             | sat Probota, oraș Dolhasca      |                                    | 1530                 |            | 47°23′26″N 26°37′51″E / 47.390447°N 26.630859°E | Încărcați imagine | Raportați eroare |
| 148060.01.07 (Cod LMI: SV-II-a-A-05592)    | Ansamblul mănăstirii Probota / ansamblu anonim (Categorie: construcție de cult) (Tip: necropola)                                                                            | sat Probota, oraș Dolhasca      |                                    |                      |            | 47°22′30″N 26°37′24″E / 47.375128°N 26.623322°E | Încărcați imagine | Raportați eroare |
| 150052.01.01 (Cod LMI: SV-II-m-B-05593)    | Chilia lui Daniel Sihastrul de la Putna / ansamblu Chilia lui Daniil Sihastrul (Categorie: structură de cult/religioasă) (Tip: Chilie)                                      | sat Putna, comuna Putna         |                                    | sec. XV              |            |                                                 | Încărcați imagine | Raportați eroare |
| 150551.02.01 (Cod LMI: SV-I-s-B-05428)     | Necropola tumulară de la Părhăuți - "Poiana" / ansamblu anonim (Categorie: descoperire funerară) (Tip: Necropolă tumulară)                                                  | sat Părhăuți, comuna Todirești  | Poiana                             | sec. II-III          |            |                                                 | Încărcați imagine | Raportați eroare |